# فرودگاه دریاچه ویلیامز
فرودگاه دریاچه ویلیامز (به انگلیسی: Williams Lake Airport) یک فرودگاه همگانی ۱۳۸۵۴ با کد یاتا YWL است . این فرودگاه در کشور کانادا قرار دارد و در ارتفاع ۹۴۰ متری از سطح دریا واقع شده است.

## شرکت‌های هواپیمایی و مقصدهای پروازی
| شرکت‌های هواپیمایی        | مقصدهای پروازی                |
| ------------------------ | ----------------------------- |
| Pacific Coastal Airlines | ونکوور                        |
| Carson Air               | ونکوور، کلونا'"MedEvac Only"' |
| Central Mountain Air     | ونکوور                        |
| North Cariboo Air        | چارتر: ونکوور                 |
| نورثرن تاندربرد ایر      | ونکوور                        |